# Кириллово (Сахалинская область)
Кириллово — упразднённое село в составе Анивского района Сахалинской области. Исключено из учётных данных в 2024 году.

## География
Располагалось на западном берегу залива Анива, в устье реки Урюм, примерно в 19 км к юго-западу от села Таранай.

## История
15 октября 1947 года был образовано село Кириллово в составе Таранайского сельского Совета Анивского района Сахалинской области РСФСР. В 1964 по 2004 годы имело статус посёлка.
Село исключено из учётных данных в 2024 году.

## Население
| 2002 | 2010 | 2021 |
| ---- | ---- | ---- |
| 0    | →0   | →0   |